# Dungchen
Een dungchen is een Tibetaans blaasinstrument van koper of een koperlegering.
De dungchen lijkt enigszins op de alpenhoorn en brengt een diep en volumineus geluid voort. De dungchen wordt net als bij de tuba bespeeld met een mondstuk. Zoals bij elke koperblazer heeft het instrument vanaf het mondstuk naar de beker een conisch uitlopende buis. De lengte varieert van ongeveer 0,9 tot 4,5 meter. De grote dungchens worden uit meerdere delen vervaardigd die vergelijkbaar met een telescoop in elkaar worden gezet, zodat ze elkaar kunnen stimuleren.
De dungchen wordt veelal gebruikt bij Tibetaans boeddhistische ceremonies in ensembles van twee of meerdere muzikanten.